# Paul Dearing
Paul Robert Dearing, född 2 mars 1942 i Carrington, död 6 april 2015 i Eleebana, var en australisk landhockeyspelare.
Dearing blev olympisk silvermedaljör i landhockey vid sommarspelen 1968 i Mexico City.